# Yuri Collins
Pour les articles homonymes, voir Collins.
Yuri Collins, né le 7 mars 2001 à Saint-Louis dans le Missouri, est un joueur américain de basket-ball évoluant au poste de meneur et mesurant 1,80 m.

## Carrière junior

### Au lycée
Yuri Collins a fréquenté l’école secondaire St. Mary’s à Dutchtown, dans le Missouri. En tant que senior, il a obtenu en moyenne 22,6 points, 5,4 rebonds et 7,6 apasses décisives par match. Collins a mené St. Mary’s au match de championnat d’État de Classe 4, avec une moyenne de plus de 30 points par match pendant les playoffs. Il s’est engagé à jouer au basketball universitaire à l'université de Saint-Louis malgré desoffres de DePaul, de l’Iowa, du Missouri, de l’État du Missouri et de SMU.

### A l'université
Yuri Collins joue pour les Billikens de Saint-Louis.
En tant que recrue, il a obtenu en moyenne 5,4 points et 5,5 passes décisives par match, finissant meilleures recrues en passes décisives. Il a obtenu en moyenne 5,1 points, 2,8 rebonds et 6,1 passes décisives par match en deuxième année. Il a pris un rôle de leadership pour les Billikens en tant que junior en raison d’une déchirure ACL subie par Javonte Perkins. Collins a été nommé dans la First Team All-Atlantic 10 ainsi qu’à l’équipe All-Defense en 2022. Il a récolté en moyenne 11,1 points, 4,1 rebonds et 7,9 passes décisives par match, menant la division I de la NCAA en matière de passes. Après la saison, il s'inscrit à la draft 2022 de la NBA et au portail des transferts. Collins se retire finalement de la draft et retourne à Saint-Louis. Le 30 novembre 2022, il a réalisés 20 passes décisives lors de la victoire contre les Tigers de Tennesse State, établissant un record scolaire et égalisant pour le quatrième plus grand nombre en un seul match de l’histoire de la Division I.

## Carrière professionnelle
Yuri Collins n'est pas sélectionné lors de la draft 2023 de la NBA.

### Warriors de Santa Cruz (depuis 2023)
Yuri Collins rejoint les Warriors de Golden State pour participer à la NBA Summer League 2023. Le 16 octobre 2023, il signe un contrat avec les Warriors mais il est coupé deux jours plus tard. Le 30 octobre 2023, il rejoint les Warriors de Santa Cruz, l'équipe de NBA Gatorade League affilié aux Warriors. Il dispute son premier match le 11 novembre 2023 face aux Kings de Stockton en inscrivant 4 points et 5 passes décisives en 19 minutes de jeu. Le 19 novembre 2023, il réalise son premier double-double avec 10 points et 12 passes décisives (record statistique dans les deux domaines) face à la NBA G League Ignite. Le 25 février 2024, il établit un nouveau record avec 16 points face aux Raptors 905.
Il participe à la NBA Summer League 2024 avec les Warriors de Golden State. Comme la saison précédente, il rejoint le camp d'entraînement des Warriors de Golden State en septembre 2024. Il est coupé le 20 septembre 2024. Par la suite, il rejoint le camp d'entraînement des Warriors de Santa Cruz.

### Warriors de Golden State (février 2025)
En février 2025, il signe un contrat de 10 jours avec les Warriors de Golden State.

## Statistiques

### En universitaire
| Gras/Meilleures performances | [ 20 ] |

| Saison                    | Équipe                    | MJ  | M5  | Min  | %T   | %3   | %LF  | Rb  | PD   | Int | Ctr | BP  | F   | Pts  |
| ------------------------- | ------------------------- | --- | --- | ---- | ---- | ---- | ---- | --- | ---- | --- | --- | --- | --- | ---- |
| 2019-2020                 | Billikens de Saint-Louis  | 31  | 27  | 31,3 | 37,3 | 36,7 | 56,4 | 2,8 | 5,5  | 1,5 | 0   | 3,2 | 2,5 | 5,4  |
| 2020-2021                 | Billikens de Saint-Louis  | 19  | 17  | 28,2 | 40,2 | 24,1 | 66,7 | 2,8 | 6,1  | 1,2 | 0,1 | 2,2 | 1,9 | 5,1  |
| 2021-2022                 | Billikens de Saint-Louis  | 34  | 34  | 33,1 | 45,0 | 36,2 | 81,5 | 4,1 | 7,9  | 1,9 | 0,2 | 4,1 | 2,6 | 11,1 |
| 2022-2023                 | Billikens de Saint-Louis  | 32  | 32  | 35,1 | 44,2 | 31,9 | 73,5 | 3,3 | 10,1 | 1,3 | 0,1 | 3,6 | 2,2 | 11,2 |
| Total : moyenne par match | Total : moyenne par match |     |     | 32,3 | 42,8 | 32,9 | 71,5 | 3,3 | 7,6  | 1,5 | 0,1 | 3,4 | 2,4 | 8,6  |
| Totaux                    | Totaux                    | 116 | 110 | 3751 | 355  | 54   | 238  | 387 | 878  | 176 | 11  | 393 | 273 | 1002 |

### En NBA Gatorade League
| Gras/Meilleures performances | [ 21 ] |

#### Showcase Cup
| Saison                    | Équipe                    | MJ | M5 | Min  | %T   | %3   | %LF  | Rb  | PD  | Int | Ctr | BP  | F   | Pts |
| ------------------------- | ------------------------- | -- | -- | ---- | ---- | ---- | ---- | --- | --- | --- | --- | --- | --- | --- |
| 2023-2024                 | Warriors de Santa Cruz    | 16 | 0  | 16,6 | 52,3 | 40,0 | 80,0 | 1,8 | 3,8 | 0,4 | 0   | 2,1 | 1,4 | 3,5 |
| Total : moyenne par match | Total : moyenne par match |    |    | 16,6 | 52,3 | 40,0 | 80,0 | 1,8 | 3,8 | 0,4 | 0   | 2,1 | 1,4 | 3,5 |
| Totaux                    | Totaux                    | 16 | 0  | 265  | 23   | 2    | 4    | 29  | 61  | 6   | 0   | 34  | 22  | 56  |

#### Saison régulière
| Saison                    | Équipe                    | MJ | M5 | Min  | %T   | %3   | %LF  | Rb  | PD  | Int | Ctr | BP  | F   | Pts |
| ------------------------- | ------------------------- | -- | -- | ---- | ---- | ---- | ---- | --- | --- | --- | --- | --- | --- | --- |
| 2023-2024                 | Warriors de Santa Cruz    | 34 | 3  | 24,7 | 44,1 | 39,1 | 69,4 | 2,6 | 4,9 | 1,0 | 0   | 2,1 | 1,5 | 6,3 |
| Total : moyenne par match | Total : moyenne par match |    |    | 24,7 | 44,1 | 39,1 | 69,4 | 2,6 | 4,9 | 1,0 | 0   | 2,1 | 1,5 | 6,3 |
| Totaux                    | Totaux                    | 34 | 3  | 841  | 75   | 27   | 25   | 89  | 165 | 34  | 1   | 71  | 51  | 214 |

#### Playoffs
| Saison                    | Équipe                    | MJ | M5 | Min  | %T   | %3   | %LF | Rb  | PD  | Int | Ctr | BP  | F   | Pts |
| ------------------------- | ------------------------- | -- | -- | ---- | ---- | ---- | --- | --- | --- | --- | --- | --- | --- | --- |
| 2023-2024                 | Warriors de Santa Cruz    | 2  | 0  | 20,0 | 54,5 | 50,0 | 0   | 1,5 | 3,5 | 1,0 | 0   | 2,0 | 2,5 | 6,5 |
| Total : moyenne par match | Total : moyenne par match |    |    | 20,0 | 54,5 | 50,0 | 0   | 1,5 | 3,5 | 1,0 | 0   | 2,0 | 2,5 | 6,5 |
| Totaux                    | Totaux                    | 2  | 0  | 40   | 6    | 1    | 0   | 3   | 7   | 2   | 0   | 4   | 5   | 13  |

## Palmarès et distinctions personnelles

### Palmarès
Néant.

### Distinctions personnelles
- First Team All-Atlantic 10 (2022, 2023)
- Atlantic 10 All-Defensive Team (2022)
- Meilleur passeurs de la NCAA (2022, 2023)